# Michael J. Anderson
Michael J. Anderson (ur. 31 października 1953 w Denver, w stanie Kolorado, Stany Zjednoczone) – amerykański aktor filmowy, najbardziej znany z serialu Miasteczko Twin Peaks oraz filmów: Symfonia przemysłowa nr 1 i Twin Peaks: Ogniu krocz ze mną, Davida Lyncha. Z powodu wrodzonej łamliwości kości ma tylko 109 cm wzrostu.

## Życiorys i kariera aktorska

### Dzieciństwo i młodość
Urodził się z wrodzoną łamliwością kości. Większość swojego dzieciństwa korzystał z wózka inwalidzkiego; dopiero po kilku operacjach był w stanie chodzić samodzielnie. Po ukończeniu szkoły średniej podróżował po Ameryce mieszkając  w samochodzie i śpiewając w pubach i barach. Kiedy poczuł się znużony tym trybem życia, wstąpił na Uniwersytet Kolorado, gdzie studiował mikrobiologię i filozofię. Dzięki temu został zatrudniony w NASA jako informatyk.

### Kariera aktorska

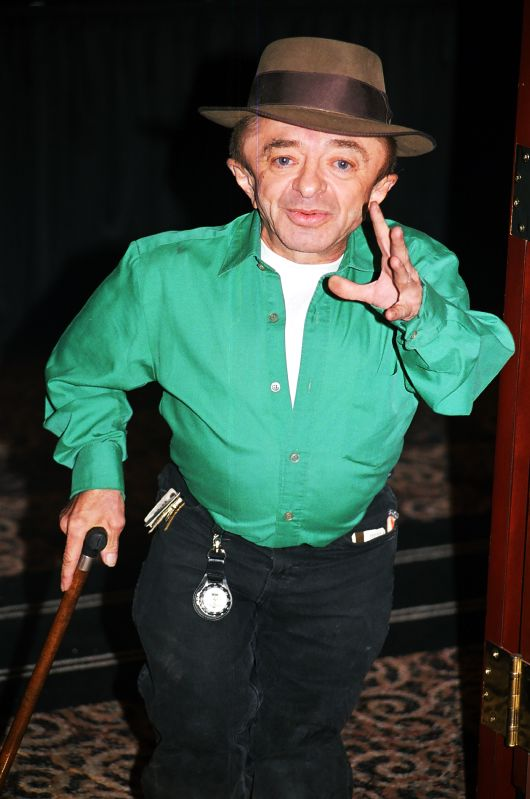
Michael J. Anderson

W 1984 roku, kiedy jeszcze pracował w NASA, poznał studenta szkoły filmowej, Norrisa J. Chumleya, który zaproponował mu nakręcenie filmu dokumentalnego o jego życiu. 30-minutowy film, zatytułowany Little Mike: A Videoportrait of Michael Anderson, zdobył srebrny medal na International Film and Television Awards i zachęcił Andersona do rezygnacji z pracy w NASA i podjęcia studiów aktorskich w Nowym Jorku.
W 1987 roku zadebiutował w kanadyjskim filmie Kraina Wielkich Marzeń
Początkowo otrzymywał niewielkie role. Pod koniec lat 80. spotkał ekscentrycznego reżysera Davida Lyncha, który, zwróciwszy uwagę na jego uwarunkowania fizyczne i dotychczasowe występy, stworzył dla niego specyficzne role w swoich filmach. Pierwszą z nich była postać The Man from Another Place w serialu Miasteczko Twin Peaks. Po tej roli Anderson wystąpił w prequelu Twin Peaks: Ogniu krocz ze mną stając się jedną z najbardziej charakterystycznych postaci tego filmu.
Po Twin Peaks wystąpił w kilku programach telewizyjnych, takich jak Gdzie diabeł mówi dobranoc, Star Trek: Stacja kosmiczna i Z Archiwum X. Pod koniec lat 90. zagrał w operze mydlanej Port Charles. W 2001 roku ponownie wystąpił w filmie Davida Lyncha Mulholland Drive. Tuż po nim pojawił się w filmie przygodowym Królewna Śnieżka, a potem w serialu Carnivale, wyprodukowanym przez HBO.

## Filmografia[b]
| Rok       | Tytuł polski                     | Tytuł oryginalny                                                     | Rola                                   |
| --------- | -------------------------------- | -------------------------------------------------------------------- | -------------------------------------- |
| 1983      |                                  | Buddies                                                              | Thai buyer/Michael Anderson            |
| 1986      | Kraina Wielkich Marzeń           | The Great Land of Small                                              | Fritz/Król                             |
| 1988      |                                  | Tattoo Vampire (Video)                                               | mały Mike Anderson                     |
| 1989      |                                  | Suffering Bastards                                                   | mały Elvis                             |
| 1989      |                                  | No Such Thing As Gravity (krótkometrażowy)                           | Botanik                                |
| 1988–1990 |                                  | Monsters (serial TV)                                                 | mały Mike Anderson                     |
| 1990      |                                  | Whatever Happened to Mason Reese (krótkometrażowy)                   | jako Mike/ Sushi Chef                  |
| 1990      | Symfonia przemysłowa nr 1        | Industrial Symphony No. 1: The Dream of the Broken Hearted (film TV) | Drwal (Bliźniak A)                     |
| 1991      | Manekin znów czynny              | Mannequin: On the Move                                               | Jewel Box Bearer                       |
| 1990/1991 | Miasteczko Twin Peaks            | Twin Peaks (serial TV)                                               | Człowiek z innego miejsca              |
| 1992      | Gdzie diabeł mówi dobranoc       | Picket Fences (serial TV)                                            | Peter Dreeb                            |
| 1992      |                                  | In the Soup                                                          | Niski mężczyzna                        |
| 1992      |                                  | Fool's Fire (film TV)                                                | Hop-Frog                               |
| 1992      | Twin Peaks: Ogniu krocz ze mną   | Twin Peaks: Fire Walk with Me                                        | Człowiek z innego miejsca              |
| 1993      | Star Trek: Stacja kosmiczna      | Star Trek: Deep Space Nine (serial TV)                               | Titelitury                             |
| 1993      | Z Archiwum X                     | The X Files (serial TV)                                              | Pan Nutt                               |
| 1993      | Nocna pułapka                    | Night Trap                                                           | Oficer policji                         |
| 1994      |                                  | Murder Too Sweet                                                     | Harry the Huckster                     |
| 1994      |                                  | Loadstar: The Legend of Tully Bodine (gra video)                     | Bartender 2                            |
| 1996      | Zdrada                           | Street Gun                                                           | Lamar                                  |
| 1997      | Port Charles                     | Port Charles (serial TV)                                             | Peter Zorin                            |
| 1997      | Uwięzione                        | Caged Hearts                                                         | John                                   |
| 1997      | Wirtualni wojownicy              | Warriors of Virtue                                                   | Mudlap                                 |
| 1998      | Czarodziejki                     | Charmed (serial TV)                                                  | O’Brien                                |
| 1998      |                                  | Maggie (serial TV)                                                   |                                        |
| 1998      |                                  | Club Vampire (wideo)                                                 | Kiddo                                  |
| 1998      | Kochanie, zmniejszyłem dzieciaki | Honey, I Shrunk the Kids: The TV Show (serial TV)                    | Omar (niewymieniony w napisach)        |
| 1998      |                                  | Ava's Magical Adventure                                              | Stretch                                |
| 1999      |                                  | Mulholland Dr. (film TV)                                             | Mr. Rouqe                              |
| 1999      |                                  | The Phantom Eye (serial TV)                                          | Lalkarz/Carl                           |
| 1999      |                                  | Road Rash: Jailbreak (gra Video)                                     | Punt                                   |
| 1999      |                                  | Minimum Wage                                                         | Zeke Bleak                             |
| 2000      |                                  | This Is How the World Ends (film TV)                                 | Hałaśliwy złodziej                     |
| 2001      |                                  | Black Scorpion (serial TV)                                           | Hour Hand                              |
| 2001      | Królewna Śnieżka                 | Snow White (film TV)                                                 | Niedziela (fioletowy)                  |
| 2001      | Mulholland Drive                 | Mulholland Dr.                                                       | Pan Różowy/ Mr. Roque                  |
| 2002      |                                  | Reflections on the Phenomenon of 'Twin Peaks'                        |                                        |
| 2003      |                                  | Making 'Carnivàle': The Show Behind the Show (film TV)               |                                        |
| 2003      |                                  | Sticky Fingers (krótkometrażowy)                                     | Zirytowany facet                       |
| 2003      | Małe jest piękne                 | Tiptoes                                                              | Bruno                                  |
| 2003      | Dowody zbrodni                   | Cold Case (serial TV)                                                | Nathaniel „Biggie” Jones               |
| 2003      | Carnivale                        | Carnivàle (serial TV)                                                | Samson                                 |
| 2003      |                                  | Big Time (krótkometrażowy)                                           | Henri Blunderbore                      |
| 2006      | Czarodziejki                     | Charmed                                                              | O’Brien / Leprechaun                   |
| 2011      |                                  | Adventure Time with Finn & Jake (serial TV)                          | Gummy                                  |
| 2011      |                                  | Pearl Jam Twenty                                                     | Pan Roque                              |
| 2012      |                                  | Vérité: 'Fire Walk with Me' (krótkometrażowy)                        |                                        |
| 2013      | Scooby Doo i Brygada Detektywów  | Scooby-Doo! Mystery Incorporated (serial TV)                         | Dancing Man / Professor Horatio Kharon |